# Whittemore (Iowa)
Pour les articles homonymes, voir Whittemore.
La ville de Whittemore est une localité située dans le comté de Kossuth, dans l’Iowa, aux États-Unis. Elle comptait 530 habitants lors du recensement de 2000. 

## Démographie
Selon le recensement de 2000, il y avait 530 habitants, 229 ménages et 135 familles résidant dans la ville. La densité de population était de 489,7 habitants par km2. La composition raciale était composée à 99,62 % de blancs.